# San Lorenzo Axocomanitla
San Lorenzo Axocomanitla là một đô thị thuộc bang Tlaxcala, México. Năm 2005, dân số của đô thị này là 4817 người.